# Hyphessobrycon ecuadoriensis

Espècimen de Hyphessobrycon ecuadoriensis preservat al Museu d'Història Natural de Londres.

Hyphessobrycon ecuadoriensis és una espècie de peix de la família dels caràcids i de l'ordre dels caraciformes.

## Morfologia
- Els mascles poden assolir 3,1 cm de llargària total.[4]

## Hàbitat
Viu a àrees de clima tropical.

## Distribució geogràfica
Es troba a Sud-amèrica: Equador.